# Antanartia mortoni
Antanartia mortoni is een vlinder uit de familie Nymphalidae. De wetenschappelijke naam van de soort is voor het eerst geldig gepubliceerd in 1966 door Thomas Graham Howarth.